# Ianiropsis setifera
Ianiropsis setifera là một loài chân đều trong họ Janiridae. Loài này được Gurjanova miêu tả khoa học năm 1950.